# 오쿠하타 유키노리
오쿠하타 유키노리(奥畑幸典) (おくはた ゆきのり、9월 26일 - )는 일본의 성우이다. 도쿠시마현 출신 아오니 프로덕션소속

## 개요
자격증은 보통자동차운전면허, 간호조무사면허, 위험물취급자 을종전류.
취미는 기타, 드럼스, 연극.
특기는 소프트테니스, 아와오도리.
사투리는 아와벤, 오사카벤.

## 출연

### TV 애니메이션
2014년
- 쿠쓰다루（紙づまり 외）

2016년
- 김전일 소년의 사건부R (손님)

2017년
- CHAOS;CHILD (사람들4,젊은남자1)
- 진격의 거인 (모블릿의 부하)
- 명탐정 코난 (2017년 - 2020년, 자위대원, 청년)

2018년
- 짱구는 못말려（カメスマホ）
- 도라에몽 (TV아사히판 제2기)

2021년
- 마루코는 아홉살 (TV나레이터)
- 테슬라 노트 (남자1)

### WEB애니메이션
- 블라드 러브 (2021년, 학생, 영화연구부 부원)
- 어쨌든 귀여워 -교북- ~ (2022년, 내레이션)